# Korżowe
Korżowe (ukr. Коржове, do 2016 Petriwka, ukr. Петрівка) – wieś na Ukrainie, w obwodzie ługańskim, w rejonie swatowskim, w hromadzie Swatowe. W 2001 liczyła 945 mieszkańców, spośród których 897 wskazało jako ojczysty język ukraiński, 47 rosyjski, a 1 białoruski.